# Шимотова, Адриена
Адриена Шимотова (чеш. Adriena Šimotová; 6 августа 1926, Прага, Чехословакия — 19 мая 2014, там же) — чешская художница. Наибольшую известность она приобрела, благодаря своими работами из бумаги и тканей. За время жизни художницы в Чехии и за её рубежом было организовано множество выставок, посвящённых её творчеству, в том числе и ретроспектива её работ, организованная Национальной галереей в Праге в 2001 году.

## Биография
Адриена Шимотова родилась в Праге в 1926 году в семье среднего класса. Наибольшее влияние из всех родственников на её становление оказала бабушка, швейцарка по происхождению. Шимотова окончила Академию искусств, архитектуры и дизайна в Праге. Её ранние работы 1960-х годов выставлялись в таких местах, как галерея Вацлава Шпалы и биеннале искусства в Сан-Паулу. Шимотова входила в число UB 12, чешской художественной группы, куда также входили художники Вацлав Боштик и Станислав Колибал. После смерти мужа в 1972 году она переориентировала направление в своём творчестве с живописи на инсталляции с использованием тканей и скульптур. По политическим причинам в 1970-х и 1980-х годах большая часть работ Шимотовой выставлялась в Чехословакии неофициально, рискуя быть подвергнутыми цензуре .
Шимотова была удостоена французского ордена Искусств и литературы в 1991 году и чешской медали «За заслуги» в 1997 году. В 1990 году ей вручили премию Гердера, вручаемой деятелям искусства из Центральной и Юго-Восточной Европы.
Ныне некоторые её работы являются частью постоянного собрания Центра Жоржа Помпиду, а также находятся в коллекциях пражских музеев: Национальной галереи, Рудольфинума и музея Кампа. В 2007 году она была удостоена почётной докторской степени в Академии искусств, архитектуры и дизайна в Праге.
Шимотова умерла в 2014 году в Праге в возрасте 87 лет. В 2016 году ей посмертно было присвоено звание почётного гражданина города Прага.